# Morze Visayan
Morze Visayan – niewielkie morze w obrębie archipelagu Filipin położone pomiędzy wyspami: Masbate na północy, Leyte na wschodzie, Cebu i Negros na południu i Panay na zachodzie. Największą wyspą morza Visayan jest Bantayan.
Przez kanał Jintotolo na północnym zachodzie jest połączone z morzem Sibuyan, na północnym wschodzie z morzem Samar, na południowym wschodzie z morzem Camotes, przez cieśninę Tanon na południu z morzem Bohol oraz przez cieśninę Guimaras i zatokę Panay z morzem Sulu.